# Hydrophis obscurus
Hydrophis obscurus är en ormart som beskrevs av Daudin 1803. Hydrophis obscurus ingår i släktet Hydrophis och familjen giftsnokar och underfamiljen havsormar. Inga underarter finns listade i Catalogue of Life.
Denna orm förekommer i havet vid centrala Malackahalvön. Den besöker även laguner med bräckt vatten. Honor lägger inga ägg utan föder levande ungar. Ormen bett är giftigt.
Några exemplar dödas som bifångst under fiske. IUCN kategoriserar arten globalt som livskraftig.